# Conquête almohade d'al-Andalus
 (janvier 2009).
Si vous disposez d'ouvrages ou d'articles de référence ou si vous connaissez des sites web de qualité traitant du thème abordé ici, merci de compléter l'article en donnant les références utiles à sa vérifiabilité et en les liant à la section « Notes et références ».
 (avril 2025).
Motif : En attendant des sources secondaires centrées.
- Archive Wikiwix
- Bing
- Cairn
- DuckDuckGo
- E. Universalis
- Gallica
- Google
- G. Books
- G. News
- G. Scholar
- Persée
- Qwant
- (zh) Baidu
- (ru) Yandex
- (wd) trouver des œuvres sur Wikidata

| 1. | Préciser le motif de la pose du bandeau. | Précisez le motif de la pose du bandeau en utilisant la syntaxe suivante : {{admissibilité à vérifier\|date=avril 2025\|motif=remplacez ce texte par le motif}}                                     |
| 2. | Informer les utilisateurs concernés.     | Pensez à avertir le créateur de l'article, par exemple, en insérant le code ci-dessous sur sa page de discussion : {{subst:avertissement admissibilité à vérifier\|Conquête almohade d'al-Andalus}} |

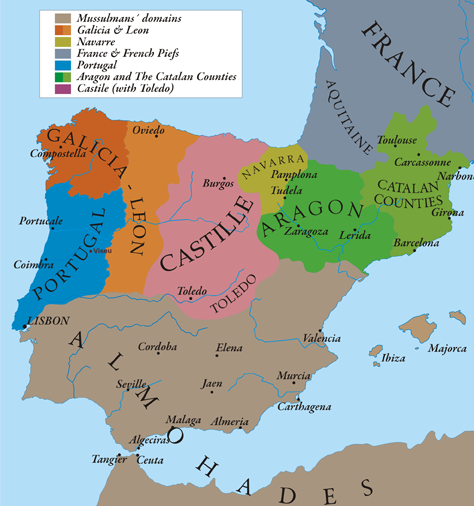
Les royaumes chrétiens face à la conquête almohade (1210).

La conquête des Almohades désigne la conquête du Pays d'al-Andalûs sous l'égide des Almohades, qui mènent une poussée irrésistible sur la majeure partie de la péninsule ibérique, balayant les restes de leurs adversaires battus à Marrakech, les  Almoravides, avec pour conséquence la fin de la période dite de la conquête almoravide. 

## Déroulement
Elle se déroule sur la période de 1147 à 1212.
Abu Yusuf Yaqub al-Mansur et son père Abu Yaqub Yusuf stabilisent leur pouvoir et étendent leur autorité à tout le pays d'al-Andalus; les Almohades infligent une lourde défaite à Alphonse VIII de Castille à la bataille d'Alarcos en 1195. C'est une très mauvaise surprise pour les chrétiens, à tel point qu'ils perçoivent l'arrivée de leurs adversaires comme un contre-mouvement dans leur Reconquista.
Par conséquent, cette défaite de la Castille va engendrer une union nouvelle des royaumes chrétiens pour faire front à cette nouvelle menace en plus de l'appel à la croisade lancé aux autres nations de l'occident chrétien ; à la suite de la bataille de Las Navas de Tolosa perdue par les Almohades le 16 juillet 1212, al-Andalus tombe dans le chaos. Débute alors la Troisième période de taïfas. En 1229, avec la perte des îles Baléares lors de la conquête de Majorque, les Almohades perdent également le contrôle de la Méditerranée.

La réduction du territoire ne laisse alors qu'une poche entre les mains des Sarrasins, pour trois siècles encore : le Royaume de Grenade (édification de la frontière militaire).

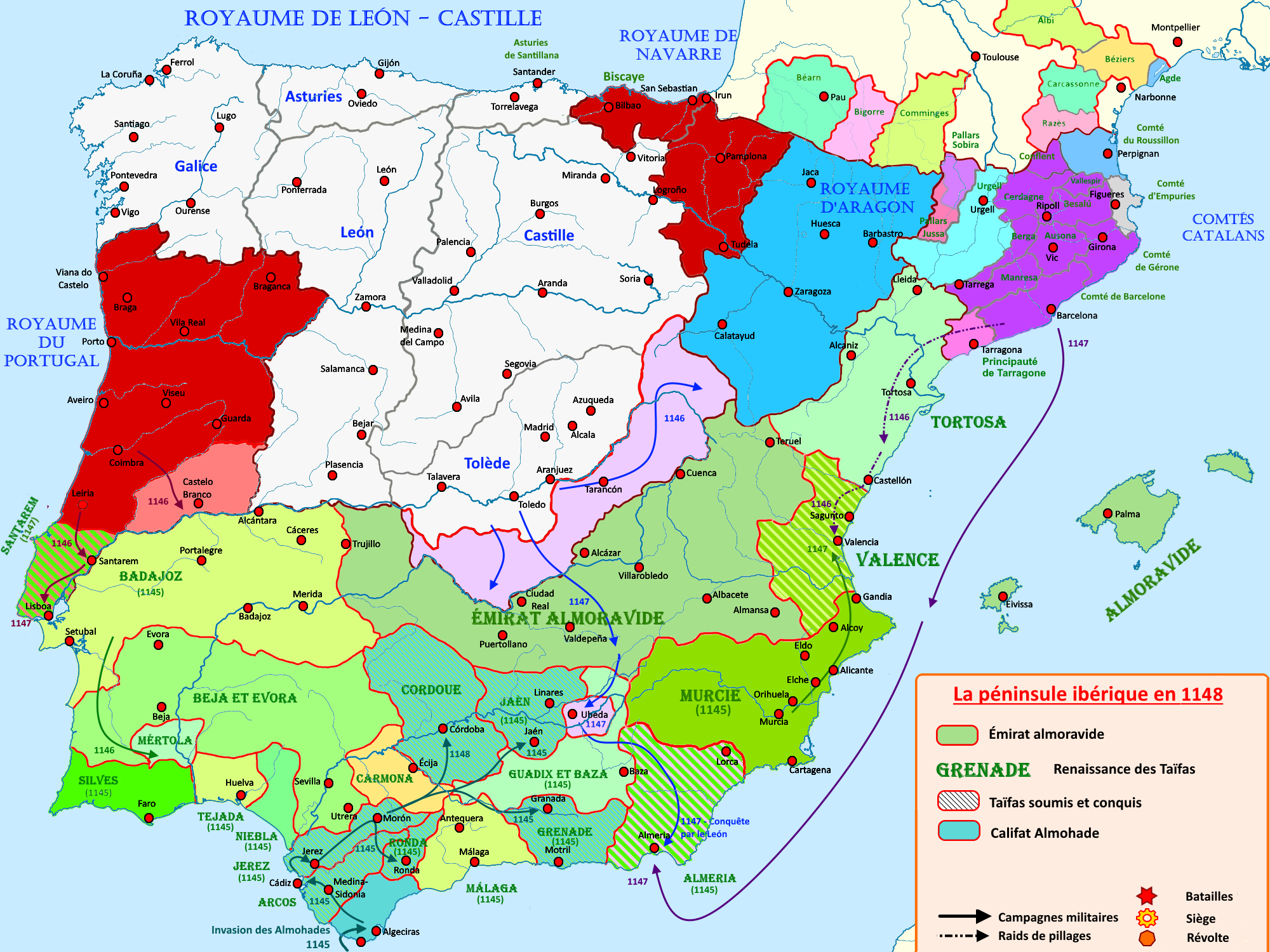
Les Almohades à l'assaut de l'Al-Andalus de 1145 à 1148
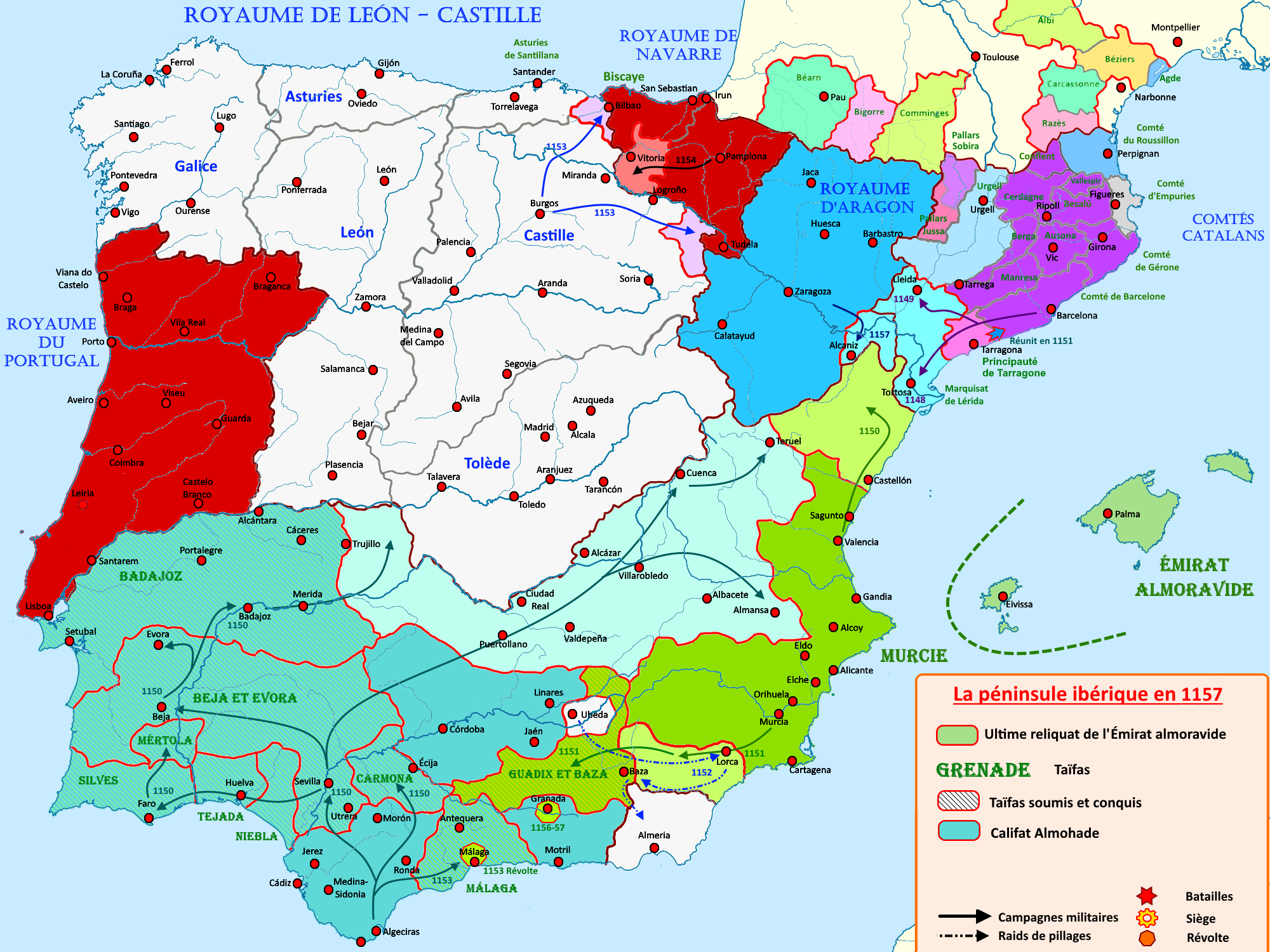
Les Almohades en Al-Andalus de 1148-1157
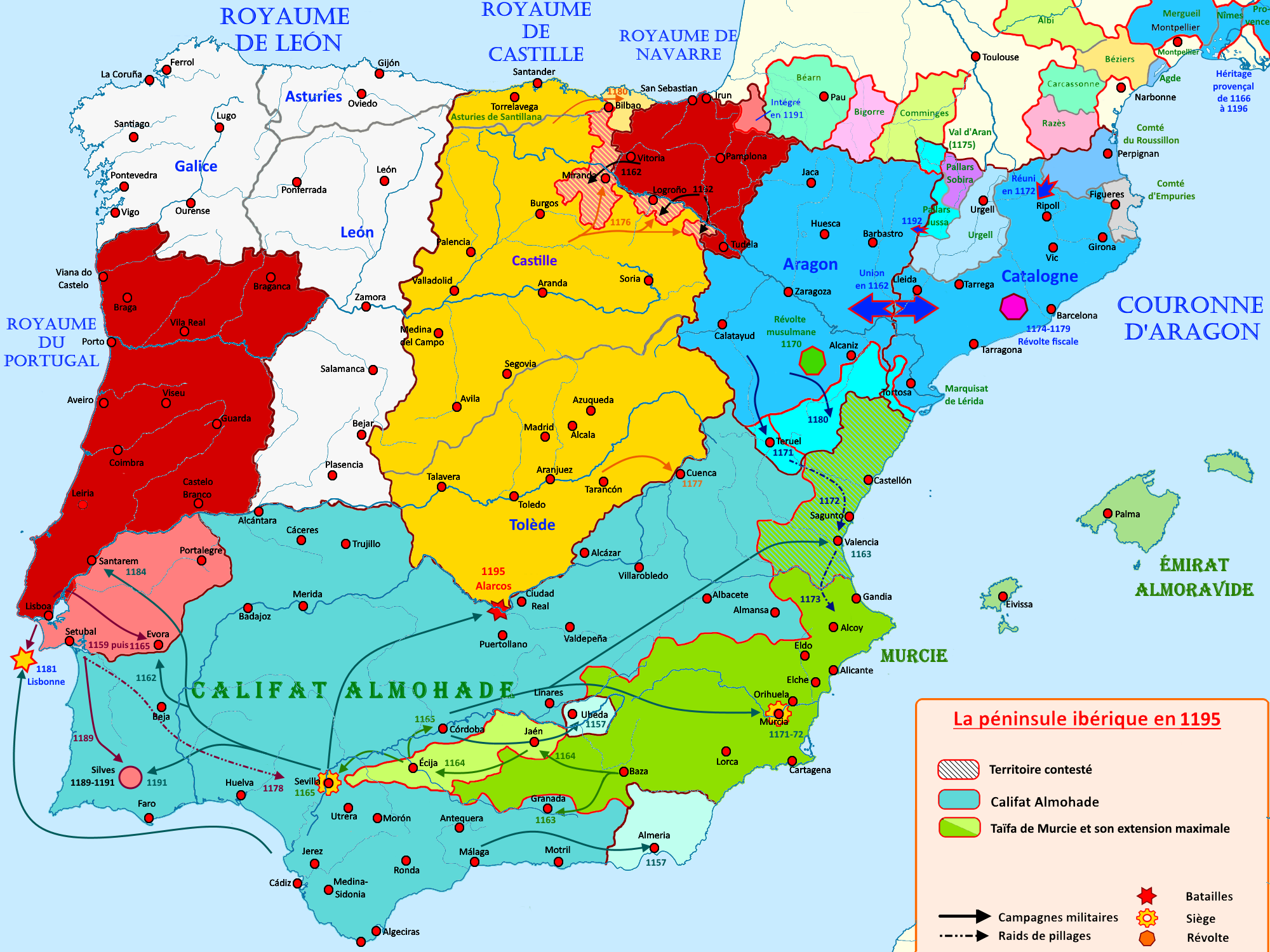
Les Almohades contre le taïfa de Murcie de 1157 à 1195